# Katalán Parlament

Katalónia Parlamentje, Katalónia egykamarás, törvényhozó szerve. 135 képviselője van, tagjait négyéves ciklusra választják meg. A parlament házelnökével, Katalónia elnökével valamint a helyi kormánytanáccsal együtt tevődik ki, a Generalitat de Catalunya, amely a régió kormányát adja. A parlament épülete a Cituadella parkban található Barcelonában. 

## Történelem

### Katalán Cortesek
A Katalán Cortesek már a 11. században voltak. Az első ilyenen a Treuga Dei és a barcelonai Grófi Gyűlés volt. I. Jakab aragóniai király idején a gyűlések, Általános Katalóniai Cortesszé (Cortes Generales de Cataluna) váltak. A gyűlések három "rend"-ből álltak: a katonai rendben a nemesség gyűlt össze, az egyházi rendben pedig az egyházi méltóságok és a királyi rendben pedig a települések helytartói voltak. Ekkoriban a népesség nagy része még nem volt képviselve. 
Az első katalán törvénykönyvet az  Usatges de Barcelonát, I. Ramon Berenguer Barcelona grófja léptette életbe, a Cortes döntése nyomán.   
Habár Barcelona grófja több területet tudtak ellenőrzésük alá vonni, anyagi forrásuk és haderejük korlátozott volt, a Carcassone-i Emerzind grófnő vezette feudális forradalom nyomán. Hosszú távon ezek a hiányok megmaradtak, majd annak érdekében hogy haderejük és anyagi forrásuk biztosított legyen, a barcelonai grófok úgy döntöttek, hogy bővítenék területüket. Ennek fényében IV. Rajmund Berengár barcelonai gróf házasságot kötött Petronila aragóniai királynővel, amellyel perszonálunió révén megalapították az Aragón Koronát. 
Ettől fogva a gyűlések neve Cort General de Catalunya vagy Katalónia Általános Gyűlése lett és több alaptörvényt is hozott a gyűlés. 1283-ban III. Péter aragóniai király révén ez a gyűlés lett a Katalóniai Hercegség törvényhozói testülete. A királynak volt joga összehívni és vezetni a gyűlés üléseit mint Barcelona grófja. A három rendben a klérus, hűbéresek valamint Barcelona és Girona királyi városok polgárai vettek részt. A hűbér városok polgárai nem vehettek részt, csak a hűbérurai. A Gyűlés ekkoriban a király által beterjesztett törvények jóváhagyását illetve a saját hatáskörben kezdeményezett törvények (capítols de cort) megszavazását látta el. A Katalán Corteseket eleinte különböző időpontokban tartották meg, 1359-től állandó delegációja lett a Gyűlésnek az Aragón Korona felügyeletére. A Katalán Corteszeket és hogy a katalán legyen a hivatalos nyelv, azt 1716-ban törölték el a Bourbonok a spanyol örökösödési háború következményeként.

### Modernkor

#### Első javaslatok a Katalán Gyűlésre
A 19. század folyamán jelentek meg az első kísérletek arra, hogy autonom testület álljon fel a katalán képviseletére. Manresa Bases 1892-ben tett közzé javaslatot egy Új Katalán Cortes megalapítására. Ezzel egy időben a köztársaságpártiak és baloldali katalán nacionalisták is tettek javaslatot egy liberális és demokratikus értékeken alapuló Katalán Gyűlésre. A nacionalisták első vívmánya az 1914-1925 között fennálló Katalóniai Nemzetközösség. Ez egy olyan gyűlés, amelyben a régió 4 tartományából: Barcelona, Girona, Lleida és Tarragona tartományokból voltak képviselők, de törvényhozói feladattal nem rendelkezett. A Nemzetközösség már 1919-ben elkészítette Katalónia Alaptörvényének tervezetét, amiben kétkamarássá tették volna a Corteszt, de ez a kezdeményezés nem valósult meg. A Gyűlést és a Nemzetközösséget Miguel Primo de Rivera diktatúrája 1925-ben feloszlatta és törvényen kívülivé tette. 

### Köztársaság és a Generalitat
1931-ben Francesc Macià kikiáltotta a Katalán Köztársaság megalapítását, ideiglenes jóváhagyták a Generalitat, a Katalán kormányzóság felállítását és a Katalónia Státuszegyezményt életbe léptették. 1932-ben Katalónia törvényhozó testületét a Parlamentet is elismerték, aminek tagjait ezévben választották meg. A Parlamentben eleinte a Katalán Republikánus Baloldal szerzett többséget és adták az elnököt is. A konzervatív Regionalista Liga csak második lett. A polgárháború végével, Franco győzelmével, a Generalitat és a Parlament felszámolás alá került, tagjai pedig száműzetésbe menekültek.

## Feladatai
Katalónia Alaptörvényenek I.cikkelye 2. fejezete értelmében:
- Megválasztja a Generalitat de Catalunya elnökét
- Katalán törvényeket életbe léptet
- Elfogadja Katalónia költségvetését
- Felügyeli Katalónia kormányának tevékenységét valamint a kormányhoz tartozó regionális hivatalokat, közintézményeket és egyéb szervezeteket.
- Megválasztja Katalónia ombudsmanját, a  Síndic de Greugeszt.
- Megválasztja azt a nyolc szenátort, aki képviseli Katalóniát a Szenátusban.
- Törvénytervezeteket dolgoz ki, amit a spanyol Képviselőház bizottsága elé tár és parlamenti képviselőket nevez ki, a tervezetek védelmében.
- A madridi, központi kormány által életbe léptetett törvényeket jóváhagyja
- Spanyol Alkotmány 150. cikkelye értelmében kérvényezi az államot, hogy a hatásköreinek egy részét átruházza a régióra.
- Alkotmányellenesség fellebbezése a Spanyol Alkotmánybíróság hatáskörébe, amit más alkotmányossági eljárásban is meg kell tennie.